# إيجيس تراست
تأسست مؤسسة إيجيس تراست Aegis Trust عام 2000 وهي منظمة بريطانية غير حكومية تقوم بحملات لمنع الإبادة الجماعية في جميع أنحاء العالم مقرها في مركز الهولوكوست بالمملكة المتحدة المُدشَّن عام 1995. تُنسق إيجيس تراست بتنسيق المجموعة البرلمانية المُمَثَّلة من كافة الأحزاب لمنع الإبادة الجماعية في المملكة المتحدة وتمول مجموعة منع الإبادة الجماعية (في كندا) ومسؤولة عن مركز كيغالي التذكاري للإبادة الجماعية في رواندا الذي يحيي ذكرى الإبادة الجماعية عام 1994 ويلعب دورا محوريا في تعليم الجيل الجديد عن مخاطر الانقسام العرقي.
تأسست مؤسسة إيجيس ترست عام 1995 على يد الأخوين جيمس وستيفن سميث عقب إنشائهما بيت شالوم وهو المركز التذكاري للهولوكوست في المملكة المتحدة. وقد ساعد اندلاع أزمة كوسوفو عام 1999 على تسريع تطوير إيجيس. استجاب الأخوان سميث اللذان شعرا بالضيق من تكرار أعمال الإبادة الجماعية فبدءا نداء إقليمياً للمساعدة في شرق ميدلاندز. استضافت إيجيس عام 2002 مؤتمراً بالاشتراك مع وزارة الخارجية وشؤون الكومنولث..  تتبع إيجيس في عملها ثلاثة مجالات: التعليم والحماية ودعم الناجين.

## جائزة إيجيس ترست
أُنشئت جائزة إيجيس ترست عام 2002 من قبل إيجيس ترست وهي جائزة «للإيثار والدهاء والشجاعة في الحفاظ على قيمة الحياة البشرية». تهدف الجائزة إلى تكريم الأفراد الذين يظهرون احتراماً لحياة الإنسان من خلال تصرفهم عكس الأغلبية متجاوزين الأيديولوجية والسياسة والنفعية والمصالح الشخصية أو المهنية وحتى السلامة الشخصية في ظل ظروف تتعرض فيها حياة الناس للتهديد بسبب هويتهم كجزء من مجموعة عرضة للعنف الجماعي. تعترف الجائزة بالحفاظ على قيمة الحياة البشرية بدلاً من الحفاظ على الحياة نفسها. وهي تتعلق بالقيم والشجاعة الكامنة وراء مجموعة من الإجراءات لا عن نجاح أو فشل تلك الإجراءات في تحقيق النتيجة المرجوة. تُمنح الجائزة على أساس الجدارة الشخصية حتى لو كان متلقي الجائزة يعمل في منظمة ما وقت قيامه بتصرفه المعتبر. الجائزة عبارة عن شهادة وميدالية «إيجيس» ومبلغ من المال. الجائزة دولية ويمكن منحها لأي شخص في أي مكان.
حصل الضابط الفريق الكندي روميو دالير على أول جائزة إيجيس نظراً لجهوده كقائد لقوة الأمم المتحدة في رواندا في منع أو الحد من الإبادة الجماعية في رواندا عام 1994 وذلك على الرغم من أنه أُمر من رؤسائه بالانسحاب في ثلاثة حوادث. قدم الجائزة للضابط النائب بيتر هين ثم وزير الدولة للشؤون الخارجية (المملكة المتحدة) في قاعة وستمنستر المركزية في لندن - ورمزيتها بأنها أول مكان للانعقاد الجمعية العامة للأمم المتحدة في عام 1946.